# Wilhelm Haenel
Wilhelm Walter Ernst Haenel (* 28. März 1891 in Eberswalde (Brandenburg); † 20. Juli 1967) war ein deutscher Ingenieur und während der NS-Zeit in führender Position an den „wilden Arisierungen“ im Salzkammergut beteiligt.

## Leben
Haenel wuchs in Berlin-Charlottenburg auf, leistete Kriegsdienst im Ersten Weltkrieg und schloss 1923 die Schinkelsche Bauakademie in Berlin mit Ingenieursprüfung ab. Anschließend war er bei den Städtischen Gaswerken in Charlottenburg tätig. 1924 heiratete er die Pianistin Gabriela (genannt Ella) Pancera. 1926 übersiedelte das Paar nach Bad Ischl, wo die Künstlerin ansässig gewesen war. 1927 begann er in Bad Ischl mit einer Likörerzeugung und betrieb auch eine Landwirtschaft. Nach dem Tod seiner 21 Jahre älteren Frau im Jahr 1932 betätigte sich Haenel vorwiegend als Zimmervermieter.
Seit 1935 war Haenel für die Auslandsorganisation der NSDAP tätig. Zum 1. Dezember 1936 trat er der Partei regulär bei (Mitgliedsnummer 3.771.717). Nach dem „Anschluss Österreichs“ trat Haenel als „Beauftragter der Partei“ für den Verkauf jüdischer Besitzungen im Salzkammergut auf. In dieser Funktion profilierte Haenel sich als skrupelloser „Arisierer“, der beim Verkauf jüdischen Besitzes besonders effiziente erpresserische Methoden anwandte. Haenel war einer der Hauptverantwortlichen für die „wilden Arisierungen“ im Salzkammergut.
Nach dem Ende des Zweiten Weltkriegs wurde Wilhelm Haenel vom amerikanischen Counter Intelligence Corps (CIC) verhaftet. Von 1945 bis 1949 war er in verschiedenen Lagern (Bad Ischl, Ludwigsburg, Moosburg, Dachau, München) interniert. Die Lagerspruchkammer Dachau stufte ihn 1948 als „minderbelastet“ ein.